# Amsterdam Muiderpoort
Amsterdam Muiderpoort egy vasútállomás Hollandiában, Amszterdam városában.

## Vasútvonalak
Az állomást az alábbi vasútvonalak érintik:
- Amsterdam–Zutphen-vasútvonal
- Amsterdam–Arnhem-vasútvonal

## Kapcsolódó állomások
A vasútállomáshoz az alábbi állomások vannak a legközelebb:
- Amsterdam Centraal
- Amsterdam Amstel
- Amsterdam Science Park vasútállomás